# Rheinfähre Landskrone
Die Rheinfähre Landskrone ist neben der Rheinfähre Gernsheim eine weitere Möglichkeit, den Rhein zwischen der Nibelungenbrücke bei Worms und der Weisenauer Brücke bei Mainz mit dem Kraftfahrzeug zu überqueren.
Die Rheinfähre befindet sich bei Kilometer 480,65 und verbindet die beiden Städte Nierstein und Oppenheim auf der linksrheinischen, rheinhessischen Seite mit dem rechtsrheinisch gelegenen hessischen Kornsand, heute ein Teil von Trebur. Der Strom ist an dieser Stelle, je nach Wasserstand, bis zu 300 m breit.
Auf der Niersteiner Seite liegt die Landungsstelle direkt an der Bundesstraße 9, zwischen dem Weingut Louis Guntrum und dem Sironabad. Auch die Feuerwache Nierstein-Oppenheim befindet sich in Sichtweite der Fähre. Wer weiter in Richtung Wörrstatt möchte, kann die Bundesstraße 420 nutzen, die in Nierstein (Unterführung) auf die B9 mündet. LKW müssen über den Bahnübergang direkt hinter dem Weingut Guntrum fahren. Auf der hessischen Seite gibt es nur die Landesstraße 3094 nach Geinsheim.

## Fährbetrieb
Der Fährbetrieb findet ganzjährig statt. Im Normalfall quert eine Fähre den Rhein nach einem festen Fahrplan. Die darin angegebenen Zeiten sind Richtwerte. Für Verzögerungen sowie einen eventuellen Fahrtausfall wird keine Haftung übernommen. Bei Bedarf oder wenn es der Fährbetrieb erfordert, werden Zwischenfahrten durchgeführt. In besonderen Fällen, wie bei der Sperrung der Schiersteiner Brücke und der Weisenauer Brücke, kann auch die Ersatzfähre im Zweifährbetrieb mit eingesetzt werden. Dies erfordert aber einen höheren personellen Einsatz und benötigt Vorlaufzeit. Grundvoraussetzung für einen Fährbetrieb mit zwei Fähren ist ein ausreichend hoher Wasserstand des Rheins, damit sich die Fähren nicht gegenseitig in die Quere kommen und genügend Platz zum Manövrieren haben.
Eingestellt wird der Fährbetrieb, wenn das Übersetzen mit Gefahren verbunden ist. Eine Gefahr ist insbesondere dann gegeben, wenn der Wasserstand, die Eislage oder Sturm ein sicheres Übersetzen nicht mehr möglich erscheinen lassen.
Hochwasser: Ob der Fährbetrieb bei Hochwasser eingestellt wird, hängt unter anderem davon ab, ob die L 3094 nach Geinsheim gesperrt wird und ob die Fähre noch sicher betreten und verlassen werden kann. Auch extrem viel Treibgut im Rhein, welches die Antriebe beschädigen kann, führt zur Einstellung des Fährbetriebs bei Dunkelheit.
Niedrigwasser: Dagegen führt Niedrigwasser nicht zwangsläufig zur Einstellung des Fährbetriebs. Selbst bei dem Rekord-Niedrigwasser 2018 konnte der Fährbetrieb durch aufwendige und teure Baggerarbeiten an der Fährstelle am Kornsand, seitens des Fährbetreiber sichergestellt werden. Die Baggerarbeiten muss der private Fährbetreiber selbst zahlen. Erstmals musste ab 15. August 2022 der Fährbetrieb, trotz zuvor erfolgter Baggerarbeiten, wegen Niedrigwasser eingestellt werden.
Die Schwierigkeiten am Kornsand liegen in der Lage der Fährrampe in einer Innenkurve des Rheins begründet, an der „Goldgrundhafenbank“.
Bei schwacher Strömung und niedrigen Wasserständen lagert der Rhein hier tonnenweise Kies ab. Auch der „große Goldgrund“, der rechtsrheinisch, zwischen Rheinkilometer 481,5 und 483,5 liegt, verhindert den Abfluss des aufgestauten Kieses. So entsteht eine Kiesanlandung von fast einem Drittel der Rheinbreite. Damit die Binnenschifffahrt nicht auf diese Kiesbank aufläuft, liegt etwas unterhalb der Fähre eine rote Fahrwassertonne am rechten Rand der 120 m breiten Fahrrinne.
Zeitweilig musste das maximal zulässige Gesamtgewicht eines Fahrzeugs/des schwersten Fahrzeugs auf 3,5 Tonnen reduziert werden. Schwerere LKW konnten nicht mehr mitgenommen werden und mussten den Weg über Mainz und Worms nehmen. Durch eine weitere Begrenzung der Ladungskapazität von 21 PKW auf teilweise nur noch 15 PKW konnte so auch bei dem Rekordniedrigwasser 2018, zumindest ein eingeschränkter Übersetzverkehr für PKWs bei dem bis jetzt niedrigsten Stand des Pegels Worms von 2 cm noch aufrechterhalten werden.
Die „Rheinfähre Landskrone GmbH“ verfügt über zwei Fährschiffe, die „Landskrone“ und die ursprünglich baugleiche „Landskrone 2“. Bei der „Landskrone 2“ handelt es sich um die ehemalige Fähre „Stadt Gernsheim“, die Dezember 2015 durch die neue Rheinfähre „Helene“ des Gernsheimer Rheinfährbetriebe abgelöst wurde. Die frühere Ersatzfähre, die kleinere Fähre „Kornsand“ (die seit 2004 im Fähreinsatz war und 18 PKW und 250 Personen fassen konnte), wurde Ende März 2018 verkauft. Sie ist nun als Fähre „St. Michael“ in Niederheimbach-Lorch (Rhein-KM 539) beheimatet.

## Technik
Die „Landskrone“ und die „Landskrone 2“, wurden 1965/1966 bei der Schiffswerft „Hans Boost“ in Trier für die Wasser- und Schifffahrtsdirektion Mainz gebaut. Es gab neben der „Landskrone 2“ noch eine weitere baugleiche Fähre, die besser bekannt als Notstandsfähre „SF III Bingerbrück“ bzw. als Mess- und Peilschiff „Bingerbrück“ ist. Sie wurde von der Lux-Werft gekauft und zur Fähre zurückgebaut. Seit 2015 versieht sie als „Christophorus“ ihren Fährdienst an den Fährstellen Niederkassel – Bad Godesberg (Rhein-KM 647) und Mondorf – Graurheindorf (Rhein-KM 659).
Die „Landskrone“ und „Landskrone 2“ sind 45 m (über Klappen) lang und 11,10 m breit. Der maximale Tiefgang beträgt 0,80 m, sie können bis zu 140 Tonnen transportieren, 300 Personen dürfen pro Fahrt übergesetzt werden. Im Idealfall passen 21 PKW (7 PKW je Fahrspur) auf die drei Fahrspuren der Fähre. Schwere oder hohe LKW müssen auf der mittleren Fahrspur positioniert werden. Das zulässige Gesamtgewicht des schwersten Landfahrzeugs darf dabei 50 Tonnen nicht überschreiten.
Angetrieben werden die Fähren von vier Schottel Ruderpropellern, die sich um 360 Grad drehen lassen und so ein Drehen der Fähre auf der Stelle ermöglichen.
Die nötige Antriebskraft liefern bei der „Landskrone“ vier luftgekühlte Deutz Dieselmotoren (mit je 105 PS), die „Landskrone 2“ verfügt über 4 wassergekühlte Caterpillar Diesel (mit je 85 PS). Beide Fähren haben 14 Quer- und 4 Längsschotte. Sie verfügen über Radar (Swiss Radar JFS364C) und Schiffssicherheitfunk.

## Mögliche Alternative einer Rheinbrücke
In einer Machbarkeitsstudie empfahl die WGZ Bank bereits 2000 den Bau einer Rheinbrücke, um die Fahrzeiten für die Pendler zwischen der rechten und der linken Rheinseite signifikant zu verkürzen.
Erneut war das Thema 2016 aufgekommen, nachdem ein gutes Jahr zuvor die Schiersteiner Brücke im Zuge von Baumaßnahmen teilweise komplett gesperrt werden musste.